# مبنى كوند ناست

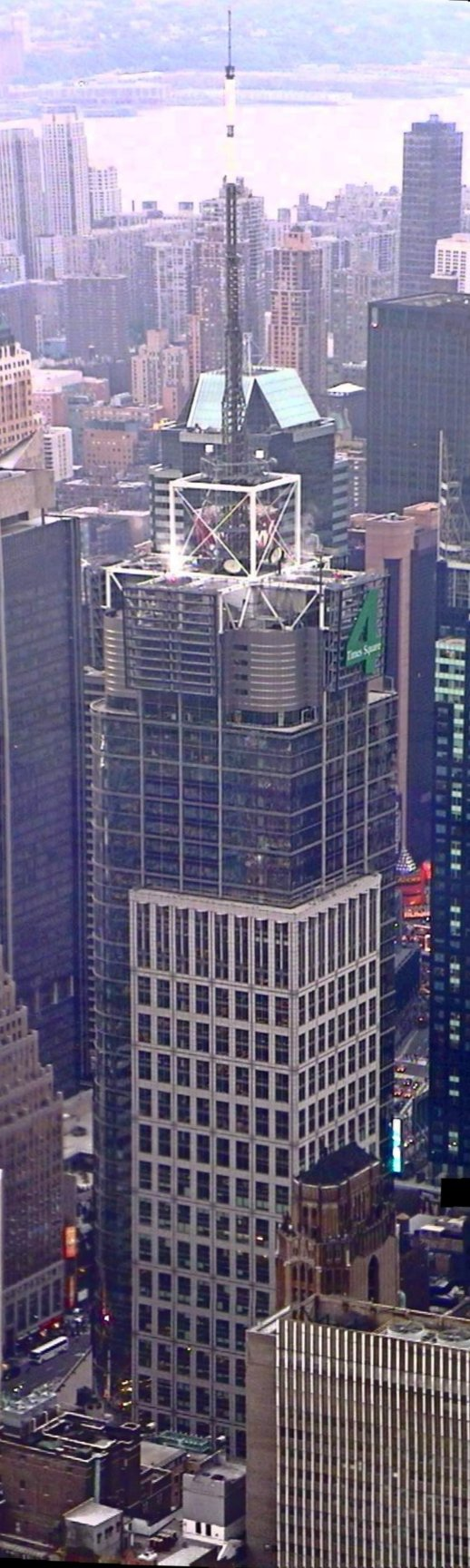
مبنى كوند ناست كما يظهر من مبنى إمباير ستيت

مبنى كوند ناست رسميا 4 تايمز سكوير (بالإنجليزية: Condé Nast Building)‏ ناطحة سحاب تقع في تايمز سكوير في وسط مدينة نيويورك بين شارعي 42 و 43. البناء تم افتتاحه في عام 2000 كواحد من أكبر مشاريع إعادة تطوير شارع 42. يرتفع المبنى قرابة 48 طابق (247م) جاعلا اياه يحتل المرتبة 12 في أطول ابراج مدينة نيويورك، والمرتبة 41 في الولايات المتحدة. وتشكل مساحة الطابق الواحد في المبنى 149,000 م².
أحدث حجم المبنى ضجه وقلق حول تأثيره على تايمز سكوير مستقبلا. معظم مساحة المكاتب داخل البرج تابعة لشركة (Condé Nast) للنشر. صمم المبنى المعماري (Fox & Fowel). ويعتبر التصميم من التصاميم الرائدة في مجال العمارة المستدامة وتخفيض استهلاك الطاقة.

## الإستدامه بالتصميم
يعد المبنى أحد الأمثلة المبتكرة التي طبقت مبادئ العمارة المستدامة الخضراء في مبنى حضري كبير، وقد استعملت فيه تقريباً جميع التقنيات التي يمكن تخيلها لتوفير الطاقة. فقد استخدم المبنى نوعية خاصة من الزجاج تسمح بدخول ضوء الشمس الطبيعي وتبقي الحرارة والأشعة فوق البنفسجية خارج المبنى، وتقلل من فقدان الحرارة الداخلية أثناء الشتاء. وهناك أيضاً خليتان تعملان على وقود الغاز الطبيعي تزودان المبنى بـ (400 كيلو واط) من الطاقة، وهو ما يكفي لتغذية المبنى بكل كمية الكهرباء التي يحتاجها ليلاً، بالإضافة إلى (5%) من كمية الكهرباء التي يحتاجها نهاراً. أما عادم الماء الحار فقد أنتج بواسطة خلايا الوقود المستخدمة للمساعدة على تسخين المبنى وتزويده بالماء الحار. بينما وضعت أنظمة التبريد والتكييف على السقف كمولد غاز أكثر من كونها مولد كهربائي، وهذا يخفض من فقدان الطاقة المرتبط بنقل الطاقة الكهربائية. كما أن لوحات (Photovoltaic Panels) الموجودة على المبنى من الخارج تزود المبنى بطاقة إضافية تصل إلى (15 كيلو واط). وداخل المبنى تتحكم حساسات الحركة بالمراوح وتطفئ الإضاءة في المناطق قليلة الإشغال مثل السلالم. أما إشارات الخروج فهي مضاءة بثنائيات خفيفة مخفضة لاستهلاك الطاقة. والنتيجة النهائية هي أن المبنى يستهلك طاقة أقل بنسبة (35-40%) مقارنة بأي مبنى تقليدي مماثل.